# Taenitis niphoboloides
Taenitis niphoboloides là một loài thực vật có mạch trong họ Adiantaceae. Loài này được (Kunze) T. Moore miêu tả khoa học đầu tiên năm 1857.